# Vláda

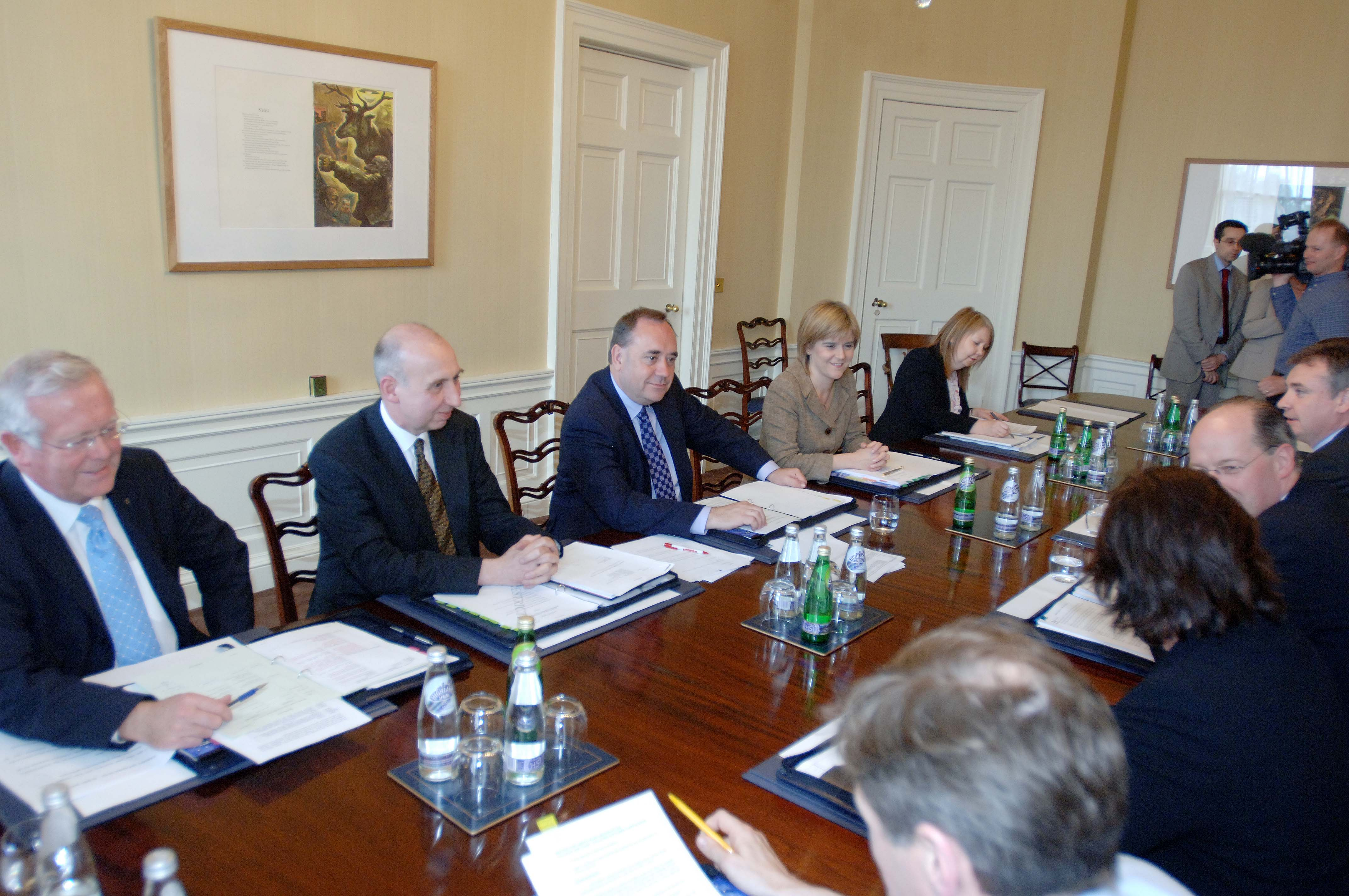
První zasedání skotské vlády Alexandra Salmonda

Vláda, kabinet nebo sbor ministrů (angl. government, britsky také cabinet, americkým výrazem také administration) je nejvyšší ústřední orgán výkonné moci některých zemí; ve federaci to může také být nejvyšší orgán státu (např. v Německu). V moderních demokraciích je přesné vymezení její funkce definováno v ústavním uspořádání, liší se podle něj formy vlády jednotlivých zemí.

## Charakteristika
Osoba stojící v čele vlády se porůznu označuje jako předseda vlády, první ministr (nebo premiér či ministerský předseda), kancléř nebo v některých zemích prezident; jsou ale také země, kde prezident stojí mimo vládu, pak se s ním vláda o výkonnou moc dělí.
V zemích s parlamentním systémem (např. Spojené království, odtud tzv. systém westminsterský) vybírá ze svého středu volený zákonodárce a vláda potom musí mít důvěru zákonodárného shromáždění. Často se v těchto zemích vláda usnáší kolektivně a požaduje se podpora jednotlivých ministrů pro společně dohodnutou politiku, i když ji třeba před tím při hlasování vlády nepodpořili.
V absolutních monarchiích sestavuje vládu panovník, v konstitučních monarchiích je vláda odpovědná parlamentu.
V pojetí prezidentského systému (například v USA) je vláda spíše sborem poradců prezidenta, který jmenuje její členy nezávisle na parlamentu. Členové vlády zde obvykle nesmějí zároveň působit v zákonodárném shromáždění. V prezidentském systému tedy lépe odpovídá oddělení moci výkonné od moci zákonodárné podle klasické představy dělby moci.
Vláda realizuje svou politiku především skrze zákonodárnou iniciativu (navrhuje zákony), někdy má tuto pravomoc exkluzivně. Dále tvoří sekundární legislativu (podzákonné předpisy). Členové vlády řídí státní správu skrze ministerstva.
Vláda je ovšem starší než parlamentarismus a moderní demokratické vládnutí omezené zákony. Například britský kabinet vznikl jako poradní orgán panovníka mnohem menší než byla Soukromá rada, a pojmenování získal od menší kanceláře, ve které se scházel (viz také kancléř – kancelář). Kabinet jako název pro skupinu lidí doložen od roku 1644.

## Etymologie
Etymologicky souvisí vláda se slovy vladyka, vlast a oblast.